# No Doubt
No Doubt er et amerikansk band fra Anaheim, Californien, som spiller ska- og alternativ rock-musik. Bandet har vundet to Grammy Awards og har solgt 27 mio. albums på verdensplan.

## Karriere
No Doubt blev dannet i 1987 af søskendeparret Gwen og Eric Stefani samt John Spence, der alle var stærkt inspireret af Madness. Efter nogle udskiftninger, bl.a. på grund af John Spence's selvmord, udgav gruppen i 1992 debut-albummet No Doubt. Pladens blanding af pop og ska druknede dog i den grunge-bølge, der skyllede hen over verden, og gruppen blev efterfølgende droppet af deres pladeselskab.
Efter selv at have udsendt den kantede og punk-inspirerede The Beacon Street Collection fik gruppen atter en pladekontrakt. Det resulterede i Tragic Kingdom, der med sangene "Just A Girl" og "Spiderweb" blev spillet i stort omfang på MTV. Det var dog først med albummets tredje single "Don't Speak", at det endelige gennembrud kom. Singlen blev et kæmpehit, der sendte albummet ind som nummer et på den engelske hitliste.
Succesen øgede forventningerne til det følgende album The Return of Saturn, der dog fik en blandet modtagelse. Gruppens poppede stil førte til hitsingler som "Simple Kind of Life" og "Ex-Girlfriend", men salgsmæssigt var albummet en skuffelse.
I 2001 indspillede Gwen Stefani ørehængeren "Blow Your Mind" med rapperen Eve. Nummeret var det perfekte springbræt for albummet Rock Steady, hvor No Doubt fik hjælp på producersiden af så prominente navne som Nellee Hooper, William Orbit og Prince. Albummet blev et stort comeback for gruppen og kastede hits som "Hey Baby" og "Hella Good" af sig.
På det seneste har No Doubt taget en pause fra musikken, men gruppens pladeselskab har forsøgt at holde gryden i kog med opsamlingsplader.
For Gwen Stefanis vedkommende er pusterummet blevet brugt til at indspille foreløbigt to soloalbum Love. Angel. Music. Baby. (2004) og The Sweet Escape (2006). På begge albums boltrer hun sig i prominente producere som Nellee Hooper, André 3000 (Outkast), The Neptunes (N*E*R*D) og Linda Perry (P!nks hofproducer). Dette har været med til at manifestere Stefani som et af de største kvindelige popnavne i det nye årtusinde.
Derudover har Gwen Stefani medvirket som skuespiller i Martin Scorsese-filmen The Aviator fra 2005 sammen med blandt andet Leonardo DiCaprio og Cate Blanchett.

## Diskografi

### Album
- 1992: No Doubt (album)
- 1995: Beacon Street Collection
- 1995: Tragic Kingdom
- 2000: Return of Saturn
- 2001: Rock Steady
- 2003: The Singles 1992-2003
- 2004: Everything In Time
- 2012: Push and Shove